# エルケシリ
エルケシリ（モンゴル語: Erkeširi、サンスクリット: Āloka s̀ri、生没年不詳）は、チンギス・カンの次男のチャガタイの子孫で、元末明初に活躍したモンゴル帝国の皇族。『明実録』などの漢字表記は沙州王子阿魯哥失里、『高貴系譜』などのペルシア語表記はالوکه شیری（Alūka šīrī）。
元末明初の混乱期に沙州を統治して明朝の勢力圏に入り、明代沙州衛の始祖となった。

## 概要
エルケシリの先祖は対カイドゥ・ウルスの指揮官として活躍したブヤン・ダシュであり、ブヤン・ダシュの子孫は代々沙州を拠点として「西寧王」と称していた。ハミル・沙州一帯はチャガタイ・ウルスの内乱から逃れてきたチャガタイ系諸王家が複数集中して居住しており、これらの諸王家はハミルに住まう「豳王家」を中心とするゆるやかなまとまり（チュベイ・ウルス）を形成していた。「ハミルの豳王家に従う沙州の西寧王家」という図式は洪武元年（1368年）の明朝成立を経ても変わらず維持され続けた。
明朝の成立後もモンゴル高原では北元が健在であり、北元のハーンの庇護の下豳王イリンチンによるハミル統治は安定していた。しかし、洪武21年（1388年）に北元のウスハル・ハーンがブイル・ノールの戦いで大敗し、その後アリクブケ家のイェスデルに弑逆されるという事件が起きると、ハミルをめぐる情勢は一変した。北元という後ろ盾を失ったチュベイ・ウルスは明朝による攻撃の危機にさらされ、チュベイ・ウルスに属する諸王家は明朝に降るか戦うかの2択を迫られた。
当時ハミルを統治していた豳王ビルゲ・テムルは明朝の招諭に応えることがなかったが、沙州を治めるエルケシリは遂に洪武24年（1391年）正月、国公のモダイ・アバチ（抹台阿巴赤/Modai abači）・司徒の苦児蘭らを明朝に派遣して誼を通じた。同年夏、明朝はハミルを急襲し、豳王ビルゲ・テムル以下主要な王族の多くが殺される事件が生じたが、この時沙州が明の攻撃を免れたのは事前にエルケシリが明朝と誼を通じていたためと考えられている。
これ以後のエルケシリ及び西寧王家の動向は不明だが、永楽3年（1405年）には沙州の頭目のコンジライ（困即来）・バイジュ（買住）が明朝に投降してきたため、永楽帝は命じて沙州衛を設置し、頭目を指揮使に任じた。一見すると西寧王家による統治は終焉したかに見えるが、同時期の哈密衛（ハミル）や安定衛でもモンゴル系王家と明朝から官職を与えられた「頭目」は併存しており、沙州衛においてもコンジライ、バイジュの背後にはエルケシリの末裔が控えていたと考えられる。
また、『高貴系譜』はエルケシリにドルジ（Dūrjī）という息子がいたと伝えている。

## ブヤン・ダシュ系西寧王家
1. ブヤン・ダシュ(Buyan Daš,Būyān tāšبویان تاش)…豳王チュベイの息子
2. 西寧王クタトミシュ(Qutatmiš,豳王忽塔忒迷失/Qutātmīšقتاتمیش)…豳王チュベイの息子で、ブヤン・ダシュの弟
3. 西寧王スレイマン(Sulaiman,速来蛮西寧王/Sulaymānسلیمان)…ブヤン・ダシュの息子
4. 西寧王ヤガン・シャー(Yaγan Šah,牙罕沙西寧王/Yaghān šāhیغان شاه)…西寧王スレイマンの息子
5. 王子エルケシリ(Erkeširi,王子阿魯哥失里/Alūka šīrīالوکه شیری)…西寧王ヤガン・シャーの弟のスルタン・シャーの息子